# Meliosma glossophylla
Meliosma glossophylla är en tvåhjärtbladig växtart som beskrevs av José Cuatrecasas. Meliosma glossophylla ingår i släktet Meliosma och familjen Sabiaceae. Inga underarter finns listade.